# 日本の企業一覧 (機械)
日本の企業一覧(機械)（にほんのきぎょういちらん きかい）は、「証券コード協議会」が定める業種区分に基づき「機械」とされる日本の企業の一覧。

## ア行
- IHI（旧・石川島播磨重工業 ← 石川島重工業 / 播磨造船所）（東証プライム・7013）
  - IHI運搬機械（東証2・6321）
- アイダエンジニアリング（東証プライム・6118）
- アイチコーポレーション（東証プライム・6345）
- 赤阪鐵工所（東証スタンダード・6022）
- 旭精機工業（名証メイン・6111）
- 旭ダイヤモンド工業（東証プライム・6140）
- アタカ大機（旧・アタカ工業 / 大機エンジニアリング）（東証1・1978） → 日立造船
- アドテックエンジニアリング（JASDAQ・6260）
- アネスト岩田（東証プライム・6381）
- アマダ（旧・アマダホールディングス）（東証プライム・6113）
  - アマダマシンツール
  - アマダミヤチ
- 天辻鋼球製作所（東証2・6475）
- アマノ（東証プライム・6436）
- イーグル工業（東証プライム・6486）
- 石井工作研究所（JASDAQ・6314）
- 石井鐵工所（東証スタンダード・6362）
- 石井表記（東証スタンダード・6336）
- 石川製作所（東証スタンダード・6208）
- 井関農機（東証プライム・6310）
- イワキ (ポンプ)（東証プライム・6237）
- ウィンブルヤマグチ
- UBEマシナリー
- 宇野澤組鐵工所（東証スタンダード・6396）
- エア・ウォーター防災
- AIRMAN（旧・北越工業）（東証プライム・6364）
- ACSL（東証グロース・6232）
- エーワン精密（東証スタンダード・6156）
- エス・イー・エス（JASDAQ・6290）
- SMC（東証プライム・6273）
- エスティック（東証スタンダード・6161）
- NFKホールディングス（東証スタンダード・6494）
  - 日本ファーネス工業
- NCホールディングス（東証スタンダード・6236）
  - 日本コンベヤ（東証1・6375）
- NTN（東証プライム・6472）
- エヌ・ピー・シー（東証グロース・6255）
- 荏原実業（東証プライム・6328）
- 荏原製作所（東証プライム・6361）
- エフオーアイ（東証マザーズ・6253）
- エンシュウ（東証スタンダード・6218）
- オイレス工業（東証プライム・6282）
- オーイズミ（東証スタンダード・6428）
- オーエスジー（東証プライム・6136）
- オーエム製作所（東証1・6213）
- オークマ（東証プライム・6103)
- オーケーエム（東証スタンダード・6229）
- 大崎エンジニアリング（JASDAQ・6259）
- 大島農機
- オカダアイヨン（東証プライム・6294）
- 岡野バルブ製造（東証スタンダード・6492）
- 岡本工作機械製作所（東証スタンダード・6125）
- 小倉クラッチ（東証スタンダード・6408）
- 小田原エンジニアリング（東証スタンダード・6149）
- オプトラン（東証プライム・6235）
- オリエンタルチエン工業（東証スタンダード・6380）
- オルガノ（東証プライム・6368）

## カ行
- 加地テック（東証スタンダード・6391）
- 桂川電機（東証スタンダード・6416）
- 加藤製作所（東証プライム・6390）
- カナデビア（東証プライム・7004）
  - エイチアンドエフ（JASDAQ・6163）
- 甲山製作所
- 兼松エンジニアリング（東証スタンダード・6402）
- 川重冷熱工業（JASDAQ・6414）
- カワタ（東証スタンダード・6292）
- キクカワエンタープライズ（旧・菊川鉄工所）（東証スタンダード・6346）
- 技研製作所（東証プライム・6289）
- 北川精機（東証スタンダード・6327）
- 北川鉄工所（東証スタンダード・6317）
- KITANO（旧・北野エンジニアリング / AMC）
- キタムラ機械
- キッツ（東証プライム・6498）
- キトー（東証プライム・6409）
- 木村化工機（東証スタンダード・6378）
- 木村工機（東証スタンダード・6231）
- キヤノンファインテックニスカ（旧・キヤノンファインテック）（東証1・6421）
- キヤノンマシナリー
- 極東産機（東証スタンダード・6233）
- クボタ（東証プライム・6326）
- 栗田工業（東証プライム・6370）
- 黒田精工（東証スタンダード・7726）
- グローリー（兵庫県姫路市）（東証プライム・6457）[注 1]
- KVK（東証スタンダード・6484）
- ゲームカード・ジョイコホールディングス（東証スタンダード・6249）
  - 日本ゲームカード（JASDAQ・6261）[注 2]
- 小池酸素工業（東証スタンダード・6137）
- 工機ホールディングス（旧・日立工機）（東証1・6581）
- 鉱研工業（東証スタンダード・6297）
- 工進
- 郷鉄工所（東証2・6397）
- 小島鐵工所（名証2・6112）
- コナミアミューズメント
- 小松製作所（東証プライム・6301）
  - コマツNTC（旧・日平トヤマ ← トヤマキカイ / 日平産業）
- 小森コーポレーション（東証プライム・6349）
- コンバム（東証スタンダード・6265）

## サ行
- 酒井重工業（東証プライム・6358）
- ササキコーポレーション
- ササクラ（東証スタンダード・6303）
- サトーホールディングス（東証プライム・6287）
  - サトー
- サノヤスホールディングス（東証スタンダード・7022）（旧：サノヤス・ヒシノ明昌 ← サノヤス / 明昌特殊産業 / 菱野金属工業）
- サムコ（東証プライム・6387）
- SANEI（東証スタンダード・6230）
- 三共（東証プライム・6417）
- 三條機械製作所（東証2・6437）
- サンセイ（東証スタンダード・6307）
- 三精テクノロジーズ（旧・三精輸送機）（東証スタンダード・6357）
- サンデン（東証スタンダード・6444）
  - サンデン・オートモーティブクライメイトシステム→サンデン
  - サンデン・オートモーティブコンポーネント→サンデン
  - サンデン・エンバイロメントプロダクツ→サンデン
  - サンデン・アドバンストテクノロジー→サンデン
- CKD（東証プライム・6407）
- 澁谷工業（東証プライム・6340）
  - 静岡シブヤ精機
- 島精機製作所（東証プライム・6222）
- JRC (機械メーカー)（東証グロース・6224）
- ジェイ・イー・ティ（東証スタンダード・6228）
- ジェイテクト（東証プライム・6473）
  - ジェイテクトプレシジョンベアリング（東証2・6478）
- 四国化工機
- シチズンマシナリーミヤノ
- 芝浦機械（東証プライム・6104）旧・東芝機械
- ジャノメ（東証プライム・6445）
- JUKI（東証プライム・6440）
- 昭和真空（東証スタンダード・6384）
- シリウスビジョン（東証スタンダード・6276）
- シルバー精工（東証1・6453）
- 神鋼環境ソリューション（東証2・6299）
- 新晃工業（東証プライム・6458）
- 新ダイワ工業（東証2・6320）→やまびこ
- 新立川航空機
- 新東工業（東証プライム・6339）
- 新明和工業（東証プライム・7224）
- 瑞光（東証プライム・6279）
- 水道機工（東証スタンダード・6403）
- 鈴茂器工（東証スタンダード・6405）
- スチール
- 角田鉄工
- 住友重機械工業（東証プライム・6302）
- 住友精密工業（東証スタンダード・6355）
- 靜甲（東証スタンダード・6286）
- 西部技研（東証スタンダード・6223）
- 西部共立エコー
- 西部電機（東証スタンダード・6144）
- セガサミーホールディングス（東証プライム・6460）
  - セガ（東証1・7964）[注 3]
  - サミー
  - タイヨーエレック（JASDAQ・6429）
- 積水工機製作所（東証2・6487）
- セコニック（東証2・7758）
- セタ（JASDAQ・4670）
- ゼネラルパッカー（東証スタンダード・6267）
- ソディック（東証プライム・6143）
  - ソディックハイテック（ヘラクレス・6160）
  - ソディックプラステック（JASDAQ・6401）→ソディック

## タ行
- タイガーカワシマ
- ダイキン工業（東証プライム・6367）
- ダイコク電機（東証プライム・6430）
- ダイジェット工業（東証スタンダード・6138）
- 大同工業（東証スタンダード・6373）
- 太平製作所（東証スタンダード・6342）
- 大豊工業（東証スタンダード・6470）
- ダイフク（東証プライム・6383）
- TAIYO (企業)（東証2・6252）
- 大和冷機工業（東証プライム・6459）
- タカキタ（東証スタンダード・6325）
- タカトリ（東証スタンダード・6338）
- 高松機械工業（東証スタンダード・6155）
- 高見沢サイバネティックス（東証スタンダード・6424）
- TAKISAWA（旧・滝澤鉄工所）（東証スタンダード・6121）
- タクマ (企業)（東証プライム・6013）
- タクミナ（東証スタンダード・6322）
- 竹内製作所（東証プライム・6432）
- タケダ機械（東証スタンダード・6150）
- タダノ（東証プライム・6395）
- タツモ（東証プライム・6266）
- ツガミ（東証プライム・6101）
- 筑水キャニコム
- 月島機械（東証プライム・6332）
- 津田駒工業（東証スタンダード・6217）
- ツバキ・ナカシマ（東証プライム・6464）
- 椿本チエイン（東証プライム・6371）
- 鶴見製作所（東証プライム・6351）
- THK (機械メーカー)（東証プライム・6481）
- 帝国電機製作所（東証プライム・6333）
- 帝国ピストンリング→TPR
- TCM (企業)（東証1・6374）
- TPR（東証プライム・6463）
- TVE (企業)（東証スタンダード・6466）
- DMG森精機（東証プライム・6141）
  - 太陽工機（東証スタンダード・6164）
  - DMG MORI Precision Boring（旧・倉敷機械）（東証2・6211）
- ディスコ (切断装置製造)（東証プライム・6146）
- テクノスマート（東証スタンダード・6246）
- テセック（東証スタンダード・6337）
- 寺本鉄工所
- 電業社機械製作所（東証スタンダード・6365）
- 東亜バルブエンジニアリング → TVE (企業)
- トウアバルブグループ本社 → 東亜バルブエンジニアリング → TVE (企業)
- 東京機械製作所（東証スタンダード・6335）
- 東京自働機械製作所（東証スタンダード・6360）
- 東洋機械金属（東証スタンダード・6210）
- 東洋製作所（東証2・6443） → 三菱重工冷熱
- トーヨーカネツ（東証プライム・6369）
  - トーヨーコーケン（JASDAQ・6352）
- TOWA（東証プライム・6315）
- 徳島昭和精機
- 巴工業（東証プライム・6309）
- 酉島製作所（東証プライム・6363）
- トリニティ工業（東証スタンダード・6382）

## ナ行
- 中北製作所（東証スタンダード・6496）
- 中日本鋳工（名証メイン・6439）
- 中野冷機（東証スタンダード・6411）
- 中村超硬（東証グロース・6166）
- ナビタス → シリウスビジョン
- ナブテスコ（東証プライム・6268）
- ニスカ（JASDAQ・6415） → キヤノンファインテックニスカ
- ニチダイ（東証スタンダード・6467）
- 日工（東証プライム・6306）
- 日進工具（東証プライム・6157）
- ニッセイ（東証2・6271）
- 日精エー・エス・ビー機械（東証プライム・6284）
- 日精樹脂工業（東証プライム・6293）
- NITTAN（旧・日鍛バルブ）（東証スタンダード・6493）
- ニッチツ（東証スタンダード・7021）
- 日通機工
- 日東工器（東証プライム・6151）
- ニデックオーケーケー（旧・OKK）（東証スタンダード・6205）
- NITTOKU（旧・日特エンジニアリング）（東証スタンダード・6145）
- 日本エアーテック（東証スタンダード・6291）
- 日本金銭機械（大阪市平野区）（東証プライム・6418）[注 4]
- 日本ギア工業（東証スタンダード・6356）
- 日本スピンドル製造（東証1・6242）
- 日本精工（東証プライム・6471）
- 日本製鋼所（東証プライム・5631）
- 日本トムソン（東証プライム・6480）
- 日本ドライケミカル（東証スタンダード・1909）
- 日本プララド
- 日本オーザット → ボルトエンジニア
- ニューフレアテクノロジー（JASDAQ・6256）
- 野村マイクロ・サイエンス（東証プライム・6254）

## ハ行
- ハーモニック・ドライブ・システムズ（東証スタンダード・6324）
- ハマイ（東証スタンダード・6497）
- 浜井産業（東証スタンダード・6131）
- パンチ工業（東証スタンダード・6165）
- ファブリカ トヤマ（大証2・3129）
- ヒーハイスト（東証スタンダード・6433）
- ヒーハイスト精工→ヒーハイスト
- 日阪製作所（東証プライム・6247）
- 日立機電工業（東証1・6354） → 日立プラントテクノロジー → 日立製作所
- 日立建機（東証プライム・6305）
- 日立ツール（東証1・5963） → 三菱日立ツール
- PILLAR（東証プライム・6490）
- 平田機工（東証プライム・6258）
- ヒラノテクシード（東証スタンダード・6245）
- フクシマガリレイ（旧・福島工業）（東証プライム・6420）
- FUJI (企業)（旧・富士機械製造）（東証プライム・6134）
- 不二越（東証プライム・6474）
- 不二精機（東証スタンダード・6400）
- 富士精工（名証メイン・6142）
- 藤商事（東証スタンダード・6257）
- 冨士ダイス（東証プライム・6167）
- 富士テクニカ → 富士テクニカ宮津
- 富士テクニカ宮津（JASDAQ・6476）
- フジテック（東証プライム・6406）
- 富士変速機（名証メイン・6295）
- 富士ロビン（東証2・6021）→マキタ沼津
- プラコー（東証スタンダード・6347）
- フリージア・マクロス（東証スタンダード・6343）
- フリュー（東証プライム・6238）
- フロイント産業（東証スタンダード・6312）
- プロデュース (新潟県) （JASDAQ・6263）
- 平和 (パチンコ)（東証プライム・6412）
- PEGASUS (日本の精密機器メーカー)（東証スタンダード・6262）
- 放電精密加工研究所（東証スタンダード・6469）
- 豊和工業（東証スタンダード・6203）
- ホシザキ（東証プライム・6465）
- ホシザキ電機→ホシザキ
- ホソカワミクロン（東証プライム・6277）
- ボルトエンジニア

## マ行
- マースグループホールディングス（東証プライム・6419）
  - マースエンジニアリング
- 前澤給装工業（東証スタンダード・6485）
- 前澤工業（東証スタンダード・6489）
- 前田製作所 (長野県)（JASDAQ・6281）
- マキ製作所（JASDAQ・6304） → 静岡シブヤ精機
- マキタ（東証プライム・6586）
- マキタ沼津 → マキタ
- 牧野フライス製作所（東証プライム・6135）
- マックス (機械メーカー)（東証プライム・6454）
- 松山
- 眞鍋造機
- マミヤ・オーピー（東証スタンダード・7991）
- マメトラ農機
- マルマエ（東証プライム・6264）
- マルマス機械
- 丸山製作所（東証スタンダード・6316）
- 三浦工業（東証プライム・6005）
- ミクロン精密（東証スタンダード・6159）
- 三井E&Sホールディングス（東証プライム・7003）（旧：三井造船）
  - 三井E&S造船
  - 三井E&Sマシナリー
- 三井海洋開発（東証プライム・6269）
- 三友工業
- 三菱化工機（東証プライム・6331）
- 三菱重工業（東証プライム・7011）
  - 三菱重工冷熱
  - 三菱マヒンドラ農機
- 妙徳→コンバム
- 宮入バルブ製作所（東証スタンダード・6495）
- ミヤノ（東証2・6162） → シチズンマシナリーミヤノ
- 名機製作所（名証2・6280） → 日本製鋼所
- 明治機械（東証スタンダード・6334）
- 明和eテック
- 森精機製作所 → DMG森精機
- 守谷輸送機工業（東証スタンダード・6226）
- MOLDINO

## ヤ行
- ヤマザキ (機械メーカー)（東証スタンダード・6147）
- ヤマザキマザック
- ヤマシンフィルタ（東証プライム・6240）
- ヤマダコーポレーション（東証スタンダード・6392）
- 山田ドビー
- やまびこ (企業)（東証プライム・6250）
- ヤマハロボティクスホールディングス（東証1・6274）
  - アピックヤマダ（東証2・6300）
- YUSHIN（東証スタンダード・6482）
- 油研工業（東証スタンダード・6393）
- ユニオンツール（東証プライム・6278）
- ユニバーサルエンターテインメント（東証スタンダード・6425）
- ヨシタケ（東証スタンダード・6488）

## ラ行
- リケンNPR（東証プライム・6209）
  - リケン（東証プライム・6462）
  - 日本ピストンリング（東証プライム・6461）
- 理想科学工業（東証プライム・6413）
- レオン自動機（東証プライム・6272）
- ローツェ（東証プライム・6323）

## ワ行
- ワイエイシイホールディングス（東証プライム・6298）
- 和井田製作所（東証スタンダード・6158）